# Amtsgericht Schloppe
Das Amtsgericht Schloppe war ein preußisches Amtsgericht mit Sitz in Schloppe.

## Geschichte
Das königlich preußische Amtsgericht Schloppe wurde mit Wirkung zum 1. Oktober 1879 als eines von 13 Amtsgerichten im Bezirk des Landgerichtes Schneidemühl im Bezirk des Oberlandesgerichtes Marienwerder gebildet. Der Sitz des Gerichtes war Schloppe. Sein Gerichtsbezirk umfasste aus dem Kreis Deutsch-Krone den Stadtbezirk Schloppe, die Amtsbezirke Dolfußbruch, Drahnow, Mellentin, Salm, Schloppe und Zützer sowie aus dem Amtsbezirk Stibbe den Gemeindebezirk Ruschendorf und aus dem Amtsbezirk Schloß Tütz den Gemeindebezirk und Gutsbezirk Mehlgast. Am Gericht bestand 1880 eine Richterstelle. Das Amtsgericht war damit ein kleines Amtsgericht im Landgerichtsbezirk.
Im Jahre 1945 wurde der Amtsgerichtsbezirk unter polnische Verwaltung gestellt, und die deutschen Einwohner wurden vertrieben. Damit endete auch die Geschichte des Amtsgerichtes Schloppe.